# Movrač
Movrač is een plaats in de gemeente Kraljevec na Sutli in de Kroatische provincie Krapina-Zagorje. De plaats telt 139 inwoners (2001).